# نظریه نظامی
نظریه نظامی (انگلیسی: Military theory) یا تئوری نظامی مطالعه نظریه‌هایی است که جنگ و جنگاوری را تعریف، شکل، هدایت و توضیح می‌دهند. نظریه نظامی هم پدیده‌های رفتار هنجاری و هم جنبه‌های علمی توضیحی را برای درک بهتر جنگ و نحوه جنگیدن آن تجزیه و تحلیل می‌کند. این نظریه، جنگ و روندهای جنگ را فراتر از توصیف صرف وقایع در تاریخ نظامی بررسی می‌کند. در حالی که نظریه‌های نظامی ممکن است از روش علمی استفاده کنند، نظریه با علوم نظامی متفاوت است. هدف این نظریه، توضیح علل پیروزی نظامی و ارائه راهنمایی در مورد چگونگی انجام جنگ و دستیابی به پیروزی است، نه توسعه قوانین جهانی و تغییرناپذیری که می‌توانند عمل فیزیکی جنگ یا تدوین داده‌های تجربی، مانند اثرات سلاح، برد عملیاتی سکو، میزان مصرف و اطلاعات هدف، برای کمک به برنامه‌ریزی نظامی را محدود کنند.
نظریه نظامی یک رشته چند رشته‌ای است که از طریق رشته‌های علوم سیاسی، مطالعات استراتژیک، مطالعات نظامی و تاریخ، از رشته‌های دانشگاهی علوم اجتماعی و علوم انسانی بهره می‌برد. این رشته ماهیت جنگ و نتایج جنگ‌ها را بررسی می‌کند.
فلسفه نظامی نیز به همین ترتیب به بررسی سوالاتی مانند دلایل رفتن به جنگ، حق جنگ و راه‌های عادلانه برای جنگ و حق جنگ می‌پردازد. توسیدید و سون تزو، دو نفر از اولین فیلسوفان نظامی از دوران باستان هستند. در حالی که نظریه نظامی می‌تواند به دکترین نظامی شکل دهد یا به توضیح تاریخ نظامی کمک کند، ولی با آنها متفاوت است، زیرا مفاهیم، مضامین، اصول و ایده‌های انتزاعی را برای تدوین راه‌حل‌هایی برای مشکلات واقعی و بالقوه مربوط به جنگ و جنگاوری در نظر می‌گیرد.